# Vanilla Ninja
Vanilla Ninja — естонський музичний гурт, до складу якого входять три учасниці — Пірет Ярвіс (вокал і гітара), Ленна Куурмаа (вокал і гітара) і Катрін Сіска (клавіші). Гурт є лауреатом естонської музичної премії Eesti Popmuusika Aastaauhinnad.
Двоє з учасниць гурту у вільний від творчості час зайняті на державній службі — Пірет Ярвіс отримала посаду радника зі зв'язків з громадськістю в Мінекономіки Естонії, а Катрін Сіска з 2009 року працює у мерії Таллінна референтом.

## Дискографія
- Vanilla Ninja (2003)
- Traces of Sadness (2004)
- Blue Tattoo (2005)
- Best of (2005)
- Love is War (2006)